# Musée des Beaux-Arts de la république de Carélie
Le musée des Beaux-Arts de la république de Carélie (en russe : Музей изобразительных искусств Республики Карелия) est un musée situé dans la ville russe de Petrozavodsk, fondé en 1960.

## Présentation générale
Le musée se trouve dans l'édifice de l'ancien lycée classique (gymnasium) de garçons du gouvernement d'Olonets construit en 1790 et classé au patrimoine d'importance fédérale. Le musée est ouvert au public le 20 octobre 1960 sous la direction de Maria Popova (1927-2000). Le fonds de la collection est formé par des objets et œuvres provenant du musée régional de Carélie (aujourd'hui musée national de la république de Carélie) et plus tard d'œuvres en provenance du musée Russe, de la galerie Tretiakov et de l'Ermitage.
Le musée est organisé en plusieurs départements d'exposition : les icônes de la Carélie ancienne, l'art populaire carélien, l'art de Carélie du XXe siècle, l'art russe du XVIIIe au début du XXe siècle, l'art russe du XXe siècle et l'art d'Europe occidentale. La collection représente plus de seize mille œuvres et pièces de musées et le fonds de sa bibliothèque possède plus de dix-sept mille ouvrages.
On remarque des tableaux de Viktor Vasnetsov (La Crucifixion, 1902), de Vassili Polenov (Paysage à la rivière, 1888 et La Côte de la rive de l'Oyati), d'Ilia Répine (Le Christ au Jardin de Géthsémani), d'Ivan Chichkine (Allée dans un parc, brouillard), quatre tableaux d'Ivan Aïvazovski, une étude d'Ivan Kramskoï (Tête du Christ, 1863), une étude d'Isaac Lévitan (Un jour de temps couvert), etc.
L'édifice est restauré et transformé en 2001.
En 2019, le musée s'est doté d'un nouvel espace de dépôt, qui a permis de créer une nouvelle section de l'exposition permanente, le Kalevala, sur les 150 mètres carrés libérés en utilisant des matériaux et des équipements modernes, qui présente plus d'une centaine d'objets de la collection « Kalevala » du musée, parmi lesquels : les images féminines uniques de Tamara Ioufa, les aquarelles de Gueorgui Stronk et Osmo Borodkine, les linogravures de Mioud Metchev, les toiles de Nikolaï Brioukhanov et beaucoup d'autres.

## Collection du musée
La collection du musée des Beaux-Arts de la république de Carélie rassemble des œuvres d'art russe allant de l'iconographie ancienne du XVe siècle aux œuvres d'artistes contemporains, ainsi qu'un certain nombre d'œuvres d'art européennes.

### Collection d'art ancien russe

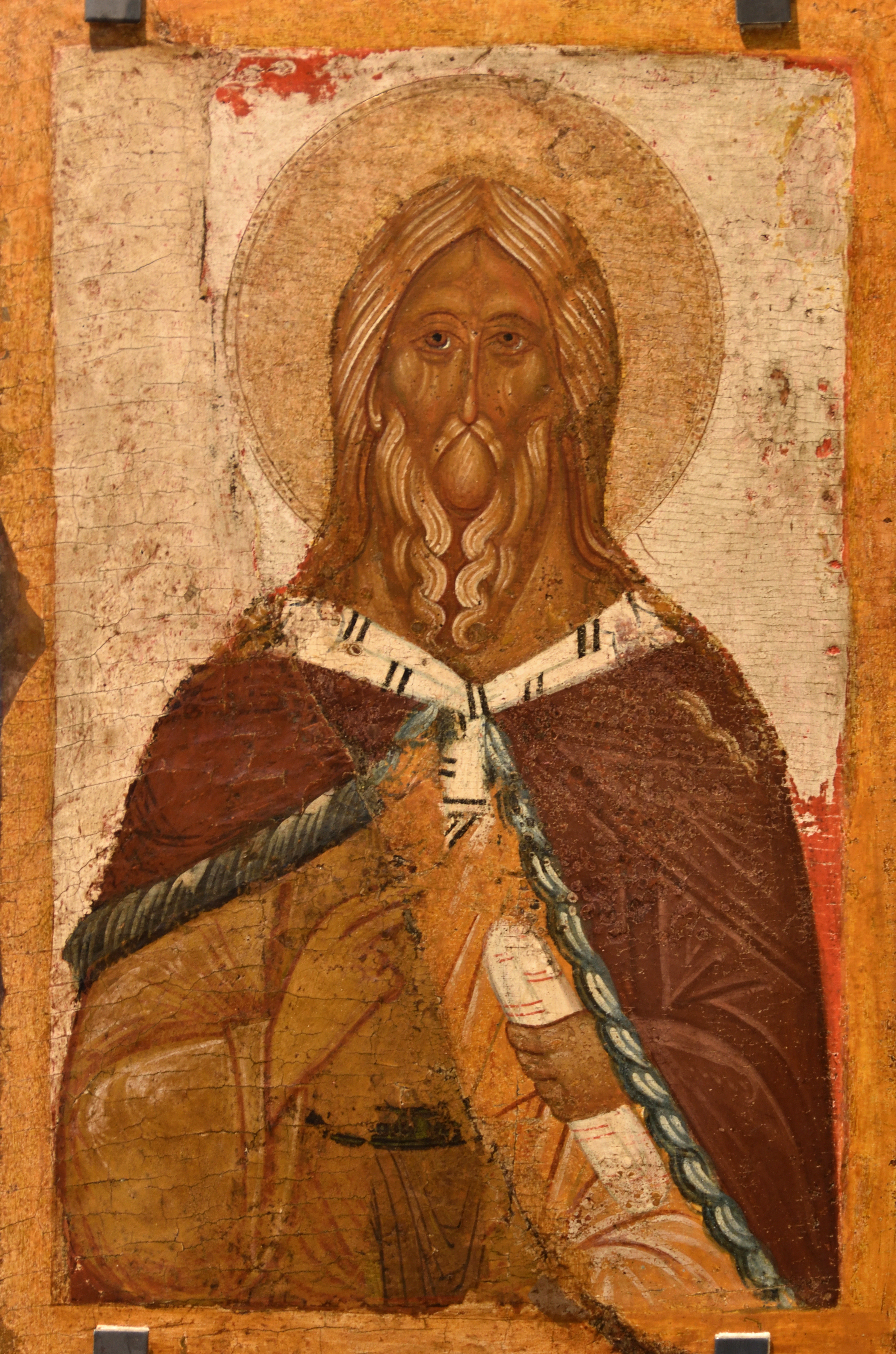
Le Prophète Élie 1re moitié du XVe siècle, du village de Pialma en Carélie.

Le fonds d'icônes est l'un des plus importants et significatifs du musée, représentant près de deux mille cinq cents pièces de musée. Il a été réuni à partir du territoire de la Carélie moderne, reflétant le développement de la peinture d'icônes dans deux régions historiques du nord de la Russie : Obonéjié et la Pomorie occidentale.
La peinture d'icône du Nord du XVIe siècle est représentée par des chefs-d'œuvre tels que La Dormition du village de Vassilievo, «Деисусный чин» du village de Tchassovenskaïa, Saint Eustache et Saint Tryphon du village de Pialma, Le Samedi de Tous les Saints du village de Pebozero, etc.
La partie principale de la collection d'art russe ancien est la collection d'icônes des XVIIe – XVIIIe siècles. Les icônes des maîtres locaux de la région carélienne de Segozero, ainsi que des bords du lac Onéga, du territoire d'Olonets et de la Pomorie occidentale, constituent des groupes de style spéciaux. Le musée abrite également une petite collection de produits en bois. Il s'agit principalement d'icônes sculptées en bas-relief des XVIIe – XIXe siècles et des icônes de vieux croyants représentant la Croix du Calvaire.

#### Activités de restauration
Au stade actuel de la restauration de ces objets du patrimoine de l'art russe ancien, le musée a achevé, à quelques exceptions près, la restauration des œuvres des XVe – XVIe siècles. Les principaux efforts des restaurateurs visent actuellement à nettoyer et restaurer les icônes des XVIIe – XIXe siècles.

### Collection d'art décoratif
La collection d'art populaire comprend plus de deux mille œuvres. Elle comprend des collections de costumes, broderies, tissages, sculptures et peintures sur bois, écorce de bouleau, ustensiles en cuivre et céramique datant du XIXe siècle à la première moitié du XXe siècle, ainsi que des œuvres d'artisans folkloriques contemporains.

### Collection d'art russe duXVIIIeau début duXXesiècle

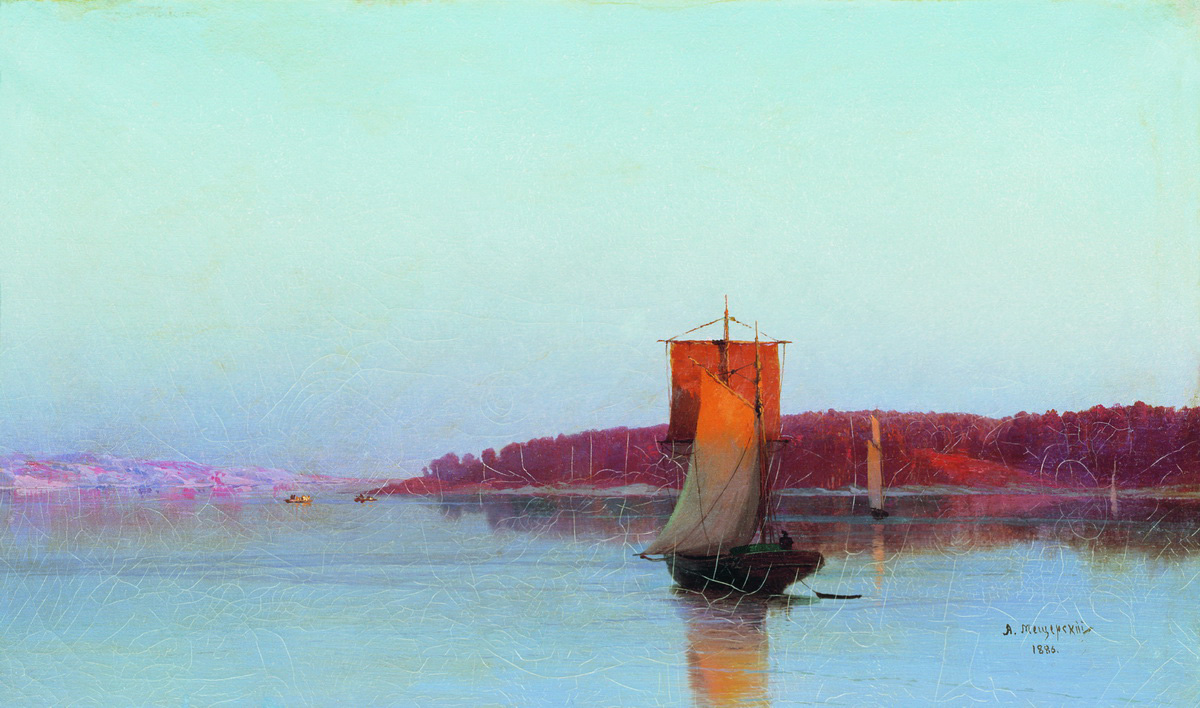
Arseni Mechtcherski: Voilier au coucher de soleil (1886).

Le fonds de l'art russe est représenté par des peintures, des œuvres graphiques et sculpturales (plus de 600 pièces). La plupart des œuvres de la collection du musée proviennent au début des années 1960 de l'Ermitage, du Musée Russe, de la Galerie Tretiakov, ou de collections privées. L'on distingue des tableaux de Chichkine, Lévitan, Polenov, Korovine, Mechtcherski, Bogolioubov, etc. et des marines majeures d'Ivan Aïvazovski.

### Collection d'art de Russie duXXesiècle
Cette collection rassemble environ quatre mille objets des mains de maîtres de Moscou, de Saint-Pétersbourg (Léningrad) et d'autres foyers artistiques du pays. L'intérêt du musée pour le travail des artistes des années 1920 et 1930 a permis de rassembler des œuvres qui reflètent le cours complexe du développement de l'art en Russie, mettant en évidence des noms peu connus et des phénomènes uniques. La fierté de la collection sont les œuvres de Mikhaïl Tsybassov, Tatiana Glebova, Alissa Poret, Pavel Kondratiev, disciples de Pavel Filonov, l'un des représentants majeurs de l'avant-garde du début du XXe siècle.

### Collection d'art de Carélie duXXesiècle
Cette collection comprend près de trois mille pièces de musée, sculptures, tableaux, dessins, pièces graphiques, art décoratif, décors de théâtre, etc. Elle reflète le chemin historique du développement des beaux-arts en Carélie. Le musée a rassemblé et traité scientifiquement des collections uniques qui donnent une idée des traditions nationales et artistiques de la région.

### Collection de l'Épopée carélienne et finlandaiseKalevaladans les œuvres d'artistes caréliens, russes et étrangers
Le musée possède une collection unique d'œuvresen rapport avec l'épopée Kalevala, au nombre de sept cents. Sa partie principale est composée de productions imprimées, de livres et de chevalets d'artistes de Carélie, de Saint-Pétersbourg et de Moscou. La collection Kalevala est la partie la plus demandée et la plus mobile des fonds du musée, elle est présentée chaque année lors d'expositions au musée; les expositions de la collection participent à des projets internationaux.

### Collection d'art occidental
La collection des œuvres des peintres européens a commencé à être formée à partir d'œuvres données par le musée national de la république de Carélie en 1960. Plus tard, elle est complétée par des tableaux et des sculptures transférés de l'Ermitage et du musée Russe. Les trésors de cette collection sont des tableaux de maîtres flamands du XVIe et du XVIIe siècle, comme Michiel Coxcie (Suzanne et les vieillards) et Jan van der Heyden (Place urbaine). L'on remarque aussi une petite collection de porcelaines de la manufacture de Meissen et de la manufacture de Sèvres.